# Nastus elegantissimus
Nastus elegantissimus är en gräsart som först beskrevs av Justus Carl Hasskarl och som fick sitt nu gällande namn av Richard Eric Holttum.
Nastus elegantissimus ingår i släktet Nastus och familjen gräs. Inga underarter finns listade i Catalogue of Life.